# 椎橋宗輔
椎橋 宗輔（しいはし そうすけ、天保9年12月21日（1839年2月4日） - 明治37年（1904年）2月5日）は、明治時代の日本の政治家。大綱村長、神奈川県会議員などを務めた。

## 人物
武蔵国橘樹郡大豆戸村（現・神奈川県横浜市港北区大豆戸町）に生まれる。
椎橋家は、寛保年間に没したとされる三九郎を初代とする旧家である。
椎橋家七代目に当たる宗輔は、安政3年（1856年）1月2日、父・忠兵衛より家督を相続し、幕末から明治にかけて、大豆戸村の名主及び戸長を務めたほか、その後も、大綱村会議員、大綱村長（2期）を務めた。
明治12年（1879年）には、県会の設置に伴う神奈川県初の県会議員選挙に出馬し当選。以後も、明治14年（1881年）、明治17年（1884年）、明治20年（1887年）の改選に連続して当選し、明治21年（1888年）1月の県会解散に至るまで、9年1か月にわたって在職。初期の神奈川県会を担った。
明治22年（1889年）に大日本帝国憲法が発布されると、国会開設、初の衆議院議員選挙に備え、自由民権運動各派による大同団結の機運が高まった。神奈川県においては前の神奈川県令であった中島信行を監督とした全県的大組織「神奈川県倶楽部」が結成され、宗輔も常議委員としてこれに参画した。
このほか、明治期における横浜港からアメリカへ向けた茶の輸出の活況を背景に、「神奈川県武蔵国橘樹郡茶業組合」が結成された際の資料には、茶製造人・茶商人総代として宗輔らの名があり、組合結成の中心になったと見られている。